# Cantikus
Cantikus is een geslacht van spinnen uit de familie trilspinnen (Pholcidae).

## Soorten
Het geslacht kent de volgende soorten:
- Cantikus anaiensis (Yao & Li, 2016)
- Cantikus ballarini (Yao & Li, 2016)
- Cantikus cheni (Yao & Li, 2017)
- Cantikus chiangmaiensis (Yao & Li, 2016)
- Cantikus elongatus (Yin & Wang, 1981)
- Cantikus erawan (Huber, 2011)
- Cantikus exceptus (Tong & Li, 2009)
- Cantikus gou (Yao & Li, 2016)
- Cantikus halabala (Huber, 2011)
- Cantikus khaolek (Huber, 2016)
- Cantikus kuhapimuk (Huber, 2016)
- Cantikus lintang (Huber, 2016)
- Cantikus namou (Huber, 2011)
- Cantikus pakse (Huber, 2011)
- Cantikus phami (Yao, Pham & Li, 2015)
- Cantikus pyu (Huber, 2011)
- Cantikus sabah (Huber, 2011)
- Cantikus sepaku (Huber, 2011)
- Cantikus subwan (Yao & Li, 2017)
- Cantikus sudhami (Huber, 2011)
- Cantikus taptaoensis (Yao & Li, 2016)
- Cantikus tharnlodensis (Yao & Li, 2016)
- Cantikus ubin (Huber, 2016)
- Cantikus v-notatus (Thorell, 1878)
- Cantikus wan (Yao & Li, 2016)
- Cantikus youngae (Huber, 2011)
- Cantikus zhuchuandiani (Yao & Li, 2016)